# 月球4B號
月球4B號（Луна-4B）也稱為月球E-3 2號或月球1960 B，是蘇聯的月球探測器，它由東方號運載火箭-L於1960年4月16日發射。發射後4個助推器出現不規則燃料噴放現象，之後便迅速脫離，引爆火箭主體。